# Sepino
Sepino är en ort och kommun i provinsen Campobasso i regionen Molise i Italien. Kommunen hade 1 845 invånare (2018).